# Emmet O'Neal
Emmet O'Neal (23 de Setembro de 1853 – 7 de Setembro de 1922) foi um político e advogado americano filiado ao Partido Democrata que foi o 34° Governador do Alabama de 1911 até 1915. Foi um reformista no molde progressista e é mais conhecido por garantir a forma de governo de comissão para as cidades do Alabama.

## Carreira
O'Neal nasceu no dia 23 de Setembro de 1853 em Florence, Alabama, filho de Edward A. O'Neal e Olivia Moore O'Neal. Seu pai, Edward A. O'Neal, era um oficial do Exército Confederado e exerceu como Governador do Alabama de 1882 até 1886, filiado ao Partido Democrata. O'Neal obteve sua educação precoce em Florença e foi aluno da Universidade do Mississippi em 1870 e 1871. Recebeu o diploma de Bacharel em artes da Universidade do Alabama em 1873. Estudando direito sob a supervisão de seu pai, foi aceito na Ordem em Florence em 1876. Em 1901 e em 1910, foi eleito e atuou como presidente da Alabama Bar Association. Em 1911, tornou-se membro do conselho de administração da American Bar Association.

## Política do estado
O'Neal exerceu como eleitor presidencial no 8.º Distrito Congressional do Alabama em 1888 e foi eleitor geral do Alabama em 1892 e 1908. Foi nomeado como Procurador-Geral dos Estados Unidos no Distrito Norte do Alabama e exerceu nesse cargo de 1893 até 1897. Em 1901, exerceu como membro da Convenção Constitucional de 1901, onde exerceu como membro do comitê de regras e regulamentos, presidente do comitê de legislação local e membro do comitê de sufrágio. Desempenhou um papel importante na elaboração das normas do sufrágio, de modo a eliminar o voto analfabeto dos negros sem entrar em conflito com a Constituição dos EUA, como então interpretada. Evidentemente, o voto branco analfabeto foi encorajado e não foi contestado. No período que antecedeu a eleição presidencial de 1908, fez uma extensa turnê de palestras no Oeste em campanha por William Jennings Bryan. Em 1909, fez campanha contra a adição de uma emenda de lei seca à Constituição do Alabama.

## Governador de 1911-15
O'Neal foi eleito governador em 1910, começou seu mandato em Janeiro de 1911 e exerceu por quatro anos. Entre os eventos mais importantes de sua administração estavam a melhoria do sistema de condenados, o ímpeto dado às boas estradas e a criação da Comissão Estadual de Rodovias, a aplicação rígida da lei mediante a convocação de mandatos especiais e a contratação de advogados especiais em casos civis e criminais no que diz respeito aos interesses do público e do Estado, elaboração da comissão do governo da cidade e melhoria do judiciário. Atuou ativamente em incentivar uma nova convenção constitucional e suas redações jurídicas foram publicadas e lidas.
Era um membro ativo da conferência dos Governadores e participou de todos os debates durante seu mandato. Na reunião da conferência dos Governadores em Richmond, discursou sobre a importância de criar um sistema de crédito rural (incluindo a disponibilidade de crédito cooperativo, bancos agrícolas cooperativos e organizações similares), e foi pioneiro nesse movimento que resultou em legislação do Congresso sobre o assunto. O'Neal foi presidente da delegação do Alabama na Convenção Nacional Democrata de 1912, que resultou na nomeação de Woodrow Wilson para presidente. Na época da conferência dos Governadores, o Governador O'Neal exercia como membro do comitê executivo desse órgão.
Ativistas empresariais e profissionais de classe média nas cidades ficaram frustrados com os governos da cidade politizados à moda antiga e exigiram uma comissão formada na qual os assuntos municipais seriam amplamente administrados por especialistas e não por políticos. O Governador O'Neal fez do sistema de comissões sua reforma favorita e garantiu sua aprovação pela câmara em 1911. As cidades de Birmingham, Montgomery e Mobile adotaram rapidamente o formulário de comissão.

## Outras atividades
Era membro dos Knights of Pythias, dos Elks, da Igreja Presbiteriana e da sociedade Phi Beta Kappa. Em 1915, o Governador O'Neal foi nomeado juiz em processos de falência, com escritórios no edifício federal em Birmingham. Após seu mandato como governador, também trabalhou no setor industrial em Birmingham, exercendo como secretário e tesoureiro da Southern Steel Works Company. O Governador O'Neal foi um colaborador frequente do The North American Review e de outras publicações. Também exerceu como vice-presidente da American Bar Association.
Foi palestrante na Conferência Nacional de Linchamento de 1919.
No dia 21 de Julho de 1891, o Governador O'Neal casou-se com Elizabeth Kirkman, filha do Coronel Samuel Kirkman. Tiveram três filhos, Kirkman, Olivia e Elizabeth.